# Cordites pubescens
Cordites pubescens är en skalbaggsart som först beskrevs av Thomson 1868.  Cordites pubescens ingår i släktet Cordites och familjen långhorningar. Inga underarter finns listade i Catalogue of Life.